# Clara Bruins
Johanna Clara Buining-Bruins, bekend als Clara Bruins, (Assen, 4 januari 1859 – Hilversum, 16 juni 1922) was een Nederlandse schilderes en tekenares.

## Leven en werk
Bruins werd geboren aan de Groningerstraat in Assen als jongste dochter van Roelof Bruins (1821-1897) en Geesjen Jurjens Kwakenbrug (1824-1902). Haar vader was onder meer deurwaarder, klerk en zaakwaarnemer. Het gezin verhuisde later naar Slochteren.
Bruins kreeg een opleiding aan de Groningse Academie Minerva onder Johannes Hinderikus Egenberger. Ze werd in 1878 vermeld als "verdienstelijke leerlinge" en won bij het examen in 1879 vier medailles. Volgens Doedens (1994) volgde ze na Minerva lessen aan de Academie in Den Haag en de Rijksakademie in Amsterdam. Ze was in 1882 en 1883 pensionnaire in de schilderkunst en ontving een subsidie van koning Willem III en koningin Emma, samen met onder anderen Carel Dake, Jan Voerman sr. en Ludwig Wenckebach. Ze schilderde veelal portretten en genrevoorstellingen. Bruins trouwde in 1885 in Slochteren met Jean Nicolas Tjaart Buining (1857-1914), leraar handtekenen aan de Koninklijke Militaire Academie in Breda, waarna haar schilderwerk op een lager pitje kwam te staan. Ze maakte in die tijd tekeningen die als kleurenlitho's werden afgedrukt in het Groot Sint-Nicolaasboek van F.G. Bos. Na het overlijden van haar man verhuisde ze van Breda naar Groningen, in 1917 vestigde ze zich in Hilversum.
Bruins overleed in 1922, op 63-jarige leeftijd en werd begraven in Ginneken. Een deel van haar werk werd door haar dochters geschonken aan het museum in Hoogeveen.

## Galerij

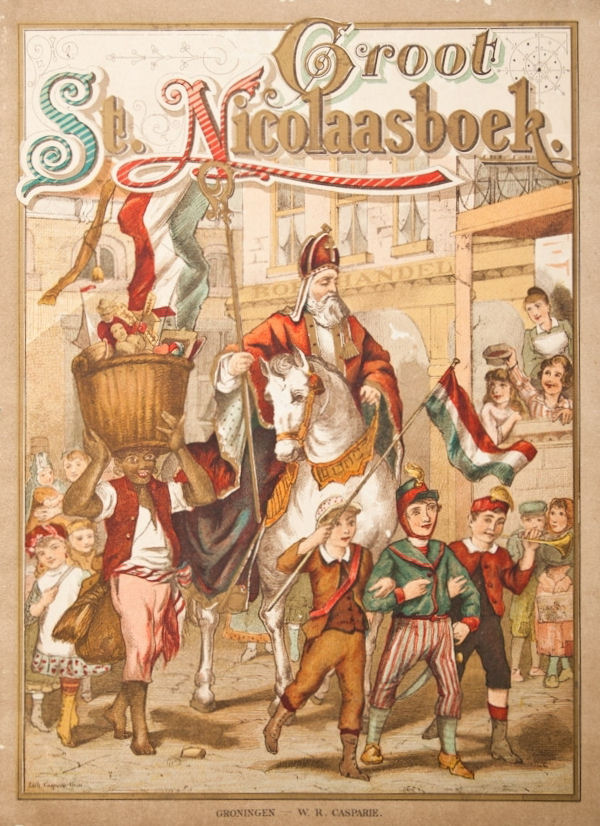
Kaft van het Groot St. Nicolaasboek
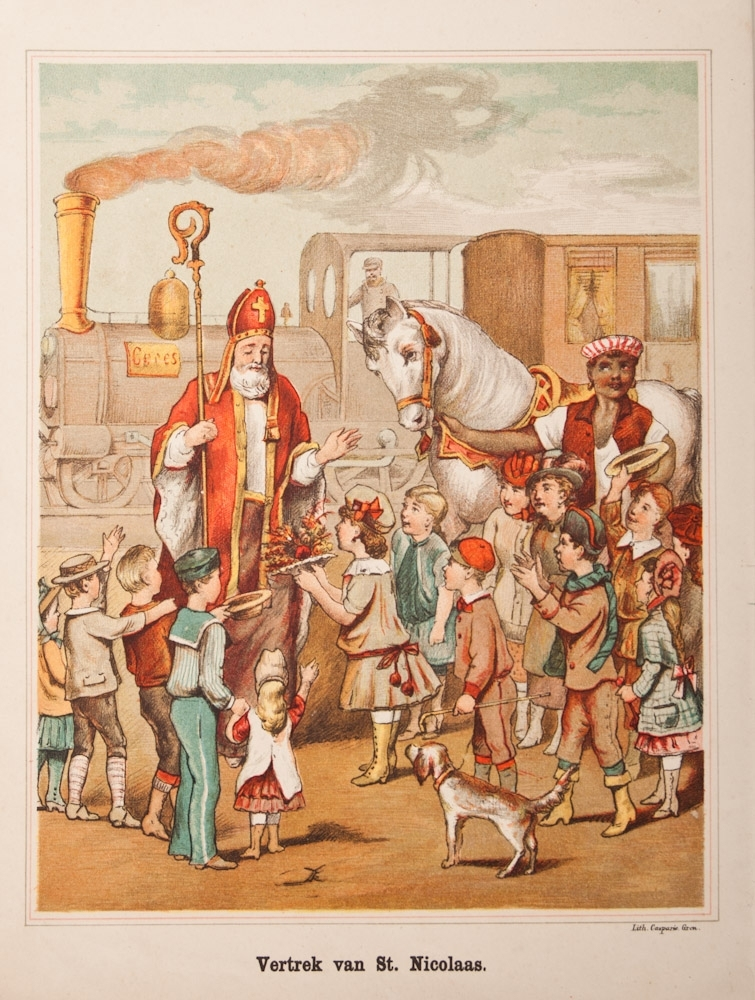
Vertrek van St. Nicolaas

## Publicaties
- Bos, F.G. (1888) Groot Sint-Nicolaasboek : met toepasselijke gedichtjes, met "12 platen in chromo-lithographie naar teekeningen van C. Buining-Bruins". Groningen: W.R. Casparie.

## Werk in openbare collecties
- Museum De 5000 Morgen

- Biografisch Portaal: 10879292
- International Standard Name Identifier: 0000 0000 6150 9004
- Library of Congress Control Number: n00005702
- Nederlandse Thesaurus van Auteursnamen: 217974945
- RKD-Nederlands Instituut voor Kunstgeschiedenis: 122753
- Virtual International Authority File: 13537054
- WorldCat: E39PBJB4cDhQx3bwDmTJ9YMwYP